# Mirosław Jankowiak
Mirosław Jankowiak (ur. w 1979 w Warszawie) – polski językoznawca i kulturoznawca zajmujący się językowym i kulturowym pograniczem słowiańsko-bałtyckim; doktor.

## Życiorys
Urodził się w 1979 roku w Warszawie. Wychowywał się w podwarszawskim Legionowie, gdzie mieszka do dziś. Ukończył Szkołę Podstawową nr 8 w Legionowie im. I Warszawskiej Dywizji Piechoty oraz XXXVI Liceum Ogólnokształcące im. S. Starzyńskiego. W latach 1998–2003 odbył studia na Katedrze Białorutenistyki Wydziału Lingwistyki Stosowanej i Filologii Wschodniosłowiańskich Uniwersytetu Warszawskiego (UW) i, w tym samym okresie, na Wydziale Polonistyki UW. W latach 2002–2004 uczył się w Studium Europy Wschodniej i Azji Środkowej UW. W latach 2003–2008 odbywał studia doktoranckie w Instytucie Slawistyki Polskiej Akademii Nauk (PAN). W styczniu 2008 roku uzyskał stopień doktora filologii. Temat jego dysertacji doktorskiej brzmiał: Gwary białoruskie na Łotwie w rejonie krasławskim. Studium socjolingwistyczne. W latach 2008–2017 pracował jako adiunkt w Instytucie Slawistyki PAN. Współpracował z Fundacją im. Kazimierza Pułaskiego jako ekspert ds. państw bałtyckich i obwodu królewieckiego. Współpracuje z Uniwersytetem Warszawskim, gdzie wykłada w Katedrze Białorutenistyki, na Filologii Polskiej i w Studium Europy Wschodniej.
Mirosław Jankowiak publikuje również swoje prace m.in. na łamach czasopism „Przegląd Bałtycki”, gdzie jest jednym z redaktorów. Posługuje się językami: polskim, angielskim, białoruskim (w tym jego dialektem północno-wschodnim), rosyjskim i łotewskim.

## Działalność naukowa
Mirosław Jankowiak w swojej działalności naukowej zajmuje się: językiem białoruskim, dialektologią białoruską, socjolingwistyką, zagadnieniami pograniczy językowych, w szczególności białorusko-bałtyckiego i białorusko-rosyjskiego, Białorusinami w państwach bałtyckich i obwodzie królewieckim, polszczyzną północnokresową, Europą Wschodnią, w szczególności Białorusią i Łotwą. Jest autorem 3 książek i ponad 40 artykułów.

### Książki
- Gwary białoruskie na Łotwie w rejonie krasławskim. Studium socjolingwistyczne. Warszawa: 2009, s. 248.; wydania białoruskie książki Беларускія гаворкі ў Краслаўскім раёне Латвіі. Сацыялінгвістычнае дасьледаваньне, tłum. z j. polskiego, wyd. I: Беласток-Вільня 2012, С. 288; wyd. II poprawione: Смаленск 2015, С. 288.
- (z Niną Barszczewską): Dialektologia białoruska. Warszawa: 2012, s. 308.
- (z Irydą Grek-Pabis (red.) i M. Ostrówką): Słownik mówionej polszczyzny północnokresowej. Brak numerów stron w książce (maszynopis)
- В. Курцова, Н. Снігірова, M. Jankowiak, I.M. Ostrówka (red.): Беларуска-польскія культурна-моўныя ўзаемадачыненні: ад гісторыі да сучаснасці. Мінск-Варшава: 2016, s. 428.

### Wybrane artykuły
- Belarusian dialects in Latvian Latgale – transitional or mixed [in:] ed. Seržant, I.A. and B. Wiemer, Contemporary approaches to dialectology: The area of North, Northwest Russian and Belarusian Dialects, „Slavica Bergensia 12”, Bergen 2014
- Biełaruskija zapazyczanni u łatyszskaj mowie i łathalskich haworkach. „Biełaruskaja Linhwistyka”. 72/2014, s. 10–21, 2014. Mińsk. (biał.).
- Gwary białoruskie na zachodniej Smoleńszczyźnie – dzieje agonii. „Slavia”. 82/2013, s. 315–322, 2013. Praga.
- Лексіка беларускамоўных жыхароў Латгаліі (на прыкладзе Краслаўскага раёна). W: (red. Siarhiej Kawalou, Ryszard Radzik, Michał Sajewicz): Polsko-białoruskie związki kulturowe, literackie i językowe. Lublin: 2010, s. 397–406. (biał.).
- Беларуская мова ў Латвіі: статус, сферы выкарыстання, перспектывы. „Acta Albaruthenica”. 10/2010, s. 301–310, 2010. Warszawa. (biał.).
- Polonizmy w gwarach białoruskich na Łotwie, [w:] red. R. Kaleta, Białoruś w dyskursie naukowym. Lingwistyka, socjologia, politologia, Warszawa 2017, s. 281–300.
- Współczesne gwary białoruskie na wschodniej Litwie (rejony ignaliński i święciański), „Slavistica Vilnensis” 61, Vilnius 2016, s. 81–105.
- Polszczyzna północnokresowa w ujęciu leksykograficznym [w:] red. D. Rembiszewska, Słowiańskie słowniki gwarowe: tradycja i nowatorstwo, Warszawa 2016, s. 183–196. [M. Ostrówka, I. Grek-Pabisowa, B. Biesiadowska-Magdziarz, M. Jankowiak].
- Gwary białoruskie na Litwie jako przykład polsko-białoruskich kontaktów językowych, [w:] (red.) В. Курцова, Н. Снігірова, M. Jankowiak, M. Ostrówka, Беларуска-польскія культурна-моўныя ўзаемадачыненні: ад гісторыі да сучаснасці, Мінск-Варшава 2016, s. 110–120.